# Făuroaia, Mehedinți
Făuroaia este un sat în comuna Breznița-Motru din județul Mehedinți, Oltenia, România.